# Farewell to the Mountains
Farewell to the Mountains van Alan Hovhaness is een compositie voor piano. In dit werk liet de componist de pianist de klank van een oed nadoen, derhalve snelle tonen en veel herhalingen daarvan. Het werk is geschreven in wisselende maatvoering: 19/16, 20/16, 23/16 en 24/16e maatsoorten komen voorbij; het wisselt elkaar zo snel af, dat men denkt dat er geen maatsoort is; alleen tempo.
Het werk is opgedragen aan Rajah Hoyden. Normaliter is de componist nogal hoogdravend daarin; veel composities hebben namen van Armeense goden. Rajah Hoyden was echter een van de katten van de componist. De muziek klinkt echter niet als een kat, zeer snel en heen en weer, meer van diens eeuwige vijand dus.

## Discografie
- Uitgave Koch International: Marvin Rosen, piano